# 華蘅芳
華 蘅芳（か こうほう、簡体字: 华 蘅芳、英語: Hua Hengfang、1833年 - 1902年）は、清末の数学者。「華衡芳」とも書く。字は「若汀」。

## 経歴
1833年、江蘇省金匱県生まれ。幼時より数学を好み、14歳で程大位の『算法統宗』を読破した。1861年江蘇巡撫薛煥の紹介で、徐寿とともに曽国藩の幕府に入った。官は直隷州の知府となり、さらに数学の研鑚を積んだ。1862年、徐寿とともに中国初の蒸気機関を製作し、曽国藩から高く評価された。1865年には中国初の蒸気船「黄鵠号」を完成させた。1873年にはジョン・フライヤーと共に『代数学』、ブリタニカ百科事典第八版の流率の項である『微積溯源』を翻訳した。1889年には天津武備学堂で熱気球を試作した。